# 富塚村
富塚村、富塚村（とみつかむら）は、静岡県敷知郡・浜名郡にあった村である。
現在の浜松市中央区富塚町・和地山・広沢・文丘・佐鳴台五丁目にあたる。ここでは、現在の富塚町・佐鳴台五丁目についても述べる。ただし、和地山、広沢については当該記事を参照のこと。

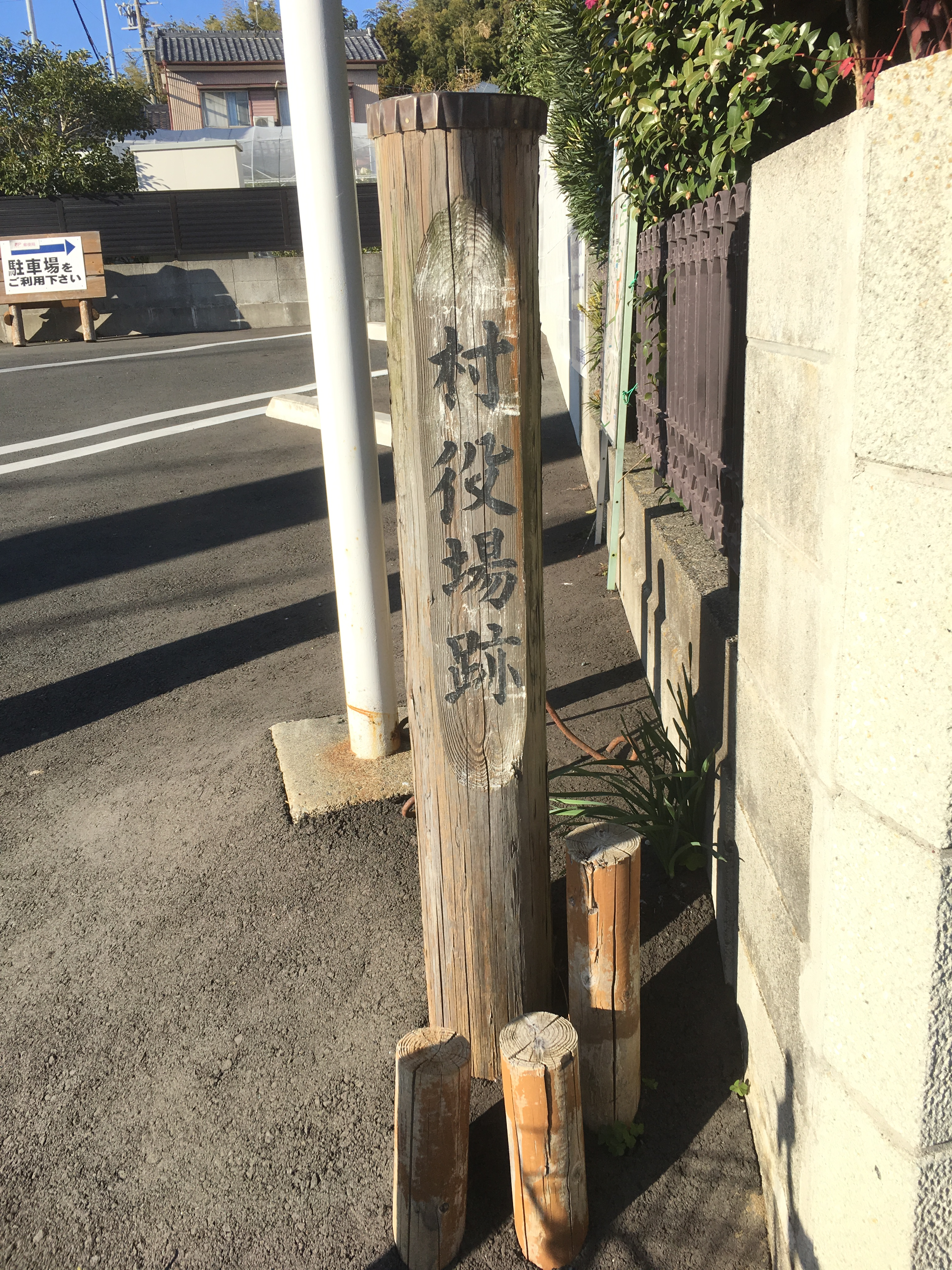
富塚村の村役場跡を示す看板

## 概要
現在は、浜松市中央区に属する佐鳴湖の住宅街として発展している地区である。浜松市内で最も人口の多い町でもある。
正確に（住民票、免許証等で）は塚という字は点（、）が入っている。そのため、広報はままつでは塚は点が入った字で表記されている。現在でも「塚」の字は正確には塚(点が入った字)である。
また、村であったため、字(あざ)が残っているが、富塚町内はすべて〒432-8002で且つ番地も町内通し番号なので、省略される傾向にある。
中心市街地への道路も整備されておりスーパーなどの商店や公園･緑地も多く、利便性も高い地区である。窪地のため坂が多い地区だが、団地が多く、住宅やマンションが密集している箇所もある。また、緑地も多いことに加えて台地の上や佐鳴湖畔には田畑も多く存在し住宅街の中にも田畑が点在するなど隣接する和合町とともに中区内では有数の農業地域であるという一面もあり自然が豊かに残る地区である。
和地山公園など運動場の整備もされている。
また、2006年（平成18年）10月には城北図書館が新装開館し、文化面での発展も期待される。
富塚町椎ノ木谷での取り組み「希少種の保全と里山の復元を通じて自然と人間の共生を目指す」で、平成21年度国土交通省手づくり郷土賞受賞。

## 歴史
- 1912年（明治45年） - 字和地山（現在の和地山）のみ浜松市に編入
- 1936年（昭和11年） - 富塚村をすべて浜松市に編入

## 交通

### 鉄道路線
- 浜松鉄道（後の遠州鉄道奥山線）
  - 銭取駅 - 幸町駅

### バス
- 遠州鉄道バス（改変・廃止系統も含む）
  - 鶴見富塚じゅんかん(8)・舘山寺線(8-35・30・31・32・35)・伊佐見線(8-33・33)・大塚ひとみヶ丘線(36)・大久保線(37)・掛塚さなる台線(9)

## 旧村内に設置される各学校等
- 私立富塚幼稚園
- 浜松市立富塚小学校
- 浜松市立富塚西小学校
- 浜松市立富塚中学校

## 代表的な字

### 大字
- 富塚 - 現在の浜松市中央区富塚町および浜松市中央区佐鳴台五丁目
- 和地山 - 現在の浜松市中央区和地山
- 広沢 - 現在の浜松市中央区広沢
- 文丘 - 現在の浜松市中央区文丘町

### 小字
大字富塚
- 向平
- 善五朗谷
- 上ノ平